# Tour de Ski 2016
Tour de Ski 2016 byl 10. ročník série závodů v běhu na lyžích. Zahrnoval osm závodů během deseti dnů od 1. ledna do 10. ledna 2016. Tour de Ski byl součástí Světového poháru v běhu na lyžích. Vítězství obhajovali Norové Martin Johnsrud Sundby a Marit Bjørgenová. Sundby zvítězil již potřetí v řadě a vyrovnal tak Švýcara Daria Colognu, který zvítězil v letech 2009, 2011 a 2012. Sundby měl v cíli náskok tři a čtvrt minuty, a překonal tak rekord Lukáše Bauera z roku 2008, kdy vyhrál s náskokem 2:47 minuty. Při neúčasti Bjørgenové kvůli mateřské dovolené ovládla po dvou letech ženskou kategorii Therese Johaugová, která před poslední etapou ztrácela 39 sekund na vedoucí Ingvild Østbergovou, ale ve stoupání na sjezdovku Alpe Cermis ji nechala za sebou o více než dvě minuty.

## Program
Lenzerheide:
- 1. ledna: Sprint volně (ženy i muži)
- 2. ledna: 30 km (muži) a 15 km (ženy) klasicky s hromadným startem
- 3. ledna: 10 km (muži) a 5 km (ženy) volně s handicapovým startem

 Oberstdorf:
- 5. ledna: Skiathlon 2x10 km (muži) a 2x5 km (ženy)
- 6. ledna: Sprint klasicky (ženy i muži)

 Toblach:
- 8. ledna: 10 km (muži) a 5 km (ženy) volně s intervalovým startem

 Val di Fiemme:
- 9. ledna: 15 km (muži) a 10 km (ženy) klasicky s hromadným startem
- 10. ledna: 9 km (ženy i muži) volně s handicapovým startem do vrchu

## Výsledky
| Pořadí | Závodník               | Čas       |
| ------ | ---------------------- | --------- |
| 1      | Martin Johnsrud Sundby | 3:47:18,2 |
| 2      | Finn Hågen Krogh       | +3:15,7   |
| 3      | Sergej Usťugov         | +3:43,8   |
| 4      | Petter Northug         | +4:35,6   |
| 5      | Alexej Poltoranin      | +4:38,3   |
| 6      | Sjur Røthe             | +4:58,1   |
| 7      | Didrik Tønseth         | +5:44,4   |
| 8      | Niklas Dyrhaug         | +5:51,8   |
| 9      | Francesco de Fabiani   | +6:26,2   |
| 10     | Emil Iversen           | +6:33,4   |
| --     | --                     | --        |
| 19     | Martin Jakš            | +9:36,6   |

| Pořadí | Závodnice                   | Čas       |
| ------ | --------------------------- | --------- |
| 1      | Therese Johaugová           | 2:40:34,8 |
| 2      | Ingvild Flugstad Østbergová | +2:20,9   |
| 3      | Heidi Wengová               | +3:13,9   |
| 4      | Charlotte Kallaová          | +7:45,4   |
| 5      | Kerttu Niskanenová          | +7:52,0   |
| 6      | Ragnhild Hagaová            | +8:29,7   |
| 7      | Anne Kyllönenová            | +8:46,2   |
| 8      | Krista Pärmäkoskiová        | +9:13,9   |
| 9      | Laura Mononenová            | +10:53,1  |
| 10     | Jessica Digginsová          | +11:20,4  |

## Etapy
| Pořadí | Závodník               | Čas     |
| ------ | ---------------------- | ------- |
| 1      | Federico Pellegrino    | 2:43.14 |
| 2      | Sergej Usťugov         | +0.40   |
| 3      | Finn Hågen Krogh       | +1.25   |
| 4      | Martin Johnsrud Sundby | +10.09  |
| 5      | Emil Jönsson           | +12.27  |
| --     | --                     | --      |
| 59     | Dušan Kožíšek          | DNQ     |
| 63     | Martin Jakš            | DNQ     |
| 88     | Petr Knop              | DNQ     |

| Pořadí | Závodnice                    | Čas     |
| ------ | ---------------------------- | ------- |
| 1      | Maiken Caspersenová Fallaová | 3:06.70 |
| 2      | Ida Ingemarsdotterová        | +0.40   |
| 3      | Ingvild Flugstad Østbergová  | +0.54   |
| 4      | Sophie Caldwellová           | +1.03   |
| 5      | Astrid Jacobsenová           | +1.09   |
| --     | --                           | --      |
| 48     | Petra Nováková               | DNQ     |
| 50     | Karolína Grohová             | DNQ     |
| 55     | Sandra Schützová             | DNQ     |

| Pořadí | Závodník               | Čas     |
| ------ | ---------------------- | ------- |
| 1      | Federico Pellegrino    | 2:43.14 |
| 2      | Sergej Usťugov         | +0.40   |
| 3      | Finn Hågen Krogh       | +1.25   |
| 4      | Martin Johnsrud Sundby | +10.09  |
| 5      | Emil Jönsson           | +12.27  |
| --     | --                     | --      |
| 59     | Dušan Kožíšek          | DNQ     |
| 63     | Martin Jakš            | DNQ     |
| 88     | Petr Knop              | DNQ     |

| Pořadí | Závodnice                    | Čas     |
| ------ | ---------------------------- | ------- |
| 1      | Maiken Caspersenová Fallaová | 3:06.70 |
| 2      | Ida Ingemarsdotterová        | +0.40   |
| 3      | Ingvild Flugstad Østbergová  | +0.54   |
| 4      | Sophie Caldwellová           | +1.03   |
| 5      | Astrid Jacobsenová           | +1.09   |
| --     | --                           | --      |
| 48     | Petra Nováková               | DNQ     |
| 50     | Karolína Grohová             | DNQ     |
| 55     | Sandra Schützová             | DNQ     |

| Pořadí | Závodník               | Čas       |
| ------ | ---------------------- | --------- |
| 1      | Martin Johnsrud Sundby | 1:14:48.3 |
| 2      | Petter Northug         | +34.6     |
| 3      | Didrik Tønseth         | +35.1     |
| 4      | Sjur Røthe             | +35.6     |
| 5      | Alexej Poltoranin      | +36.8     |
| --     | --                     | --        |
| 18     | Martin Jakš            | +1:38.9   |
| 58     | Petr Knop              | +6:24.4   |
| 59     | Dušan Kožíšek          | +6:26.8   |

| Pořadí | Závodnice                   | Čas     |
| ------ | --------------------------- | ------- |
| 1      | Therese Johaugová           | 44:49.9 |
| 2      | Ingvild Flugstad Østbergová | +37.9   |
| 3      | Heidi Wengová               | +1:16.2 |
| 4      | Anne Kyllönenová            | +1:32.7 |
| 5      | Kerttu Niskanenová          | +1:32.9 |
| --     | --                          | --      |
| 15     | Petra Nováková              | +2:52.5 |
| 45     | Sandra Schützová            | +5:27.1 |
| 59     | Karolína Grohová            | +7:04.7 |

| Pořadí | Závodník               | Čas       |
| ------ | ---------------------- | --------- |
| 1      | Martin Johnsrud Sundby | 1:14:48.3 |
| 2      | Petter Northug         | +34.6     |
| 3      | Didrik Tønseth         | +35.1     |
| 4      | Sjur Røthe             | +35.6     |
| 5      | Alexej Poltoranin      | +36.8     |
| --     | --                     | --        |
| 18     | Martin Jakš            | +1:38.9   |
| 58     | Petr Knop              | +6:24.4   |
| 59     | Dušan Kožíšek          | +6:26.8   |

| Pořadí | Závodnice                   | Čas     |
| ------ | --------------------------- | ------- |
| 1      | Therese Johaugová           | 44:49.9 |
| 2      | Ingvild Flugstad Østbergová | +37.9   |
| 3      | Heidi Wengová               | +1:16.2 |
| 4      | Anne Kyllönenová            | +1:32.7 |
| 5      | Kerttu Niskanenová          | +1:32.9 |
| --     | --                          | --      |
| 15     | Petra Nováková              | +2:52.5 |
| 45     | Sandra Schützová            | +5:27.1 |
| 59     | Karolína Grohová            | +7:04.7 |

| Pořadí | Závodník               | Čas     |
| ------ | ---------------------- | ------- |
| 1      | Martin Johnsrud Sundby | 21:44.7 |
| 2      | Petter Northug         | +1:25.2 |
| 3      | Finn Hågen Krogh       | +1:50.2 |
| 4      | Sergej Usťugov         | +1:50.2 |
| 5      | Sjur Røthe             | +1:52.9 |
| --     | --                     | --      |
| 15     | Martin Jakš            | +3:32.0 |
| 59     | Dušan Kožíšek          | +9:15.0 |
| 63     | Petr Knop              | +9:42.7 |

| Pořadí | Závodnice                   | Čas     |
| ------ | --------------------------- | ------- |
| 1      | Ingvild Flugstad Østbergová | 13:02.3 |
| 2      | Therese Johaugová           | +9.3    |
| 3      | Heidi Wengová               | +2:03.6 |
| 4      | Charlotte Kallaová          | +2:30.8 |
| 5      | Anne Kyllönenová            | +2:37.2 |
| --     | --                          | --      |
| 17     | Petra Nováková              | +4:25.0 |
| 47     | Sandra Schützová            | +7:30.5 |
| 61     | Karolína Grohová            | +9:35.7 |

| Pořadí | Závodník               | Čas     |
| ------ | ---------------------- | ------- |
| 1      | Martin Johnsrud Sundby | 21:44.7 |
| 2      | Petter Northug         | +1:25.2 |
| 3      | Finn Hågen Krogh       | +1:50.2 |
| 4      | Sergej Usťugov         | +1:50.2 |
| 5      | Sjur Røthe             | +1:52.9 |
| --     | --                     | --      |
| 15     | Martin Jakš            | +3:32.0 |
| 59     | Dušan Kožíšek          | +9:15.0 |
| 63     | Petr Knop              | +9:42.7 |

| Pořadí | Závodnice                   | Čas     |
| ------ | --------------------------- | ------- |
| 1      | Ingvild Flugstad Østbergová | 13:02.3 |
| 2      | Therese Johaugová           | +9.3    |
| 3      | Heidi Wengová               | +2:03.6 |
| 4      | Charlotte Kallaová          | +2:30.8 |
| 5      | Anne Kyllönenová            | +2:37.2 |
| --     | --                          | --      |
| 17     | Petra Nováková              | +4:25.0 |
| 47     | Sandra Schützová            | +7:30.5 |
| 61     | Karolína Grohová            | +9:35.7 |

| Pořadí | Závodník               | Čas     |
| ------ | ---------------------- | ------- |
| 1      | Emil Iversen           | 2:25.21 |
| 2      | Sergej Usťugov         | +1.03   |
| 3      | Alexej Poltoranin      | +1.40   |
| 4      | Martin Johnsrud Sundby | +4.86   |
| 5      | Petter Northug         | +10.32  |
| --     | --                     | --      |
| 44     | Martin Jakš            | DNQ     |
| 56     | Dušan Kožíšek          | DNQ     |
| 71     | Petr Knop              | DNQ     |

| Pořadí | Závodnice                   | Čas         |
| ------ | --------------------------- | ----------- |
| 1      | Sophie Caldwellová          | 2:46.38     |
| 2      | Heidi Wengová               | +0.10       |
| 3      | Ingvild Flugstad Østbergová | +0.80       |
| 4      | Ida Ingemarsdotterová       | +3.95       |
| 5      | Therese Johaugová           | +4.71       |
| --     | --                          | --          |
| 28     | Karolína Grohová            | čtvrtfinále |
| 51     | Sandra Schützová            | DNQ         |
| 55     | Petra Nováková              | DNQ         |

| Pořadí | Závodník               | Čas     |
| ------ | ---------------------- | ------- |
| 1      | Emil Iversen           | 2:25.21 |
| 2      | Sergej Usťugov         | +1.03   |
| 3      | Alexej Poltoranin      | +1.40   |
| 4      | Martin Johnsrud Sundby | +4.86   |
| 5      | Petter Northug         | +10.32  |
| --     | --                     | --      |
| 44     | Martin Jakš            | DNQ     |
| 56     | Dušan Kožíšek          | DNQ     |
| 71     | Petr Knop              | DNQ     |

| Pořadí | Závodnice                   | Čas         |
| ------ | --------------------------- | ----------- |
| 1      | Sophie Caldwellová          | 2:46.38     |
| 2      | Heidi Wengová               | +0.10       |
| 3      | Ingvild Flugstad Østbergová | +0.80       |
| 4      | Ida Ingemarsdotterová       | +3.95       |
| 5      | Therese Johaugová           | +4.71       |
| --     | --                          | --          |
| 28     | Karolína Grohová            | čtvrtfinále |
| 51     | Sandra Schützová            | DNQ         |
| 55     | Petra Nováková              | DNQ         |

| Pořadí | Závodník             | Čas     |
| ------ | -------------------- | ------- |
| 1      | Alexej Poltoranin    | 35:35.9 |
| 2      | Dario Cologna        | +0.1    |
| 3      | Francesco de Fabiani | +0.6    |
| 4      | Niklas Dyrhaug       | +0.7    |
| 5      | Didrik Toenseth      | +1.3    |
| --     | --                   | --      |
| 35     | Martin Jakš          | +1:36.7 |
| 62     | Petr Knop            | +4:18.5 |

| Pořadí | Závodnice                   | Čas     |
| ------ | --------------------------- | ------- |
| 1      | Therese Johaugová           | 26:37.6 |
| 2      | Ingvild Flugstad Østbergová | +9.9    |
| 3      | Heidi Wengová               | +19.7   |
| 4      | Ragnhild Hagaová            | +1:12.0 |
| 5      | Anne Kyllönenová            | +1:12.7 |
| --     | --                          | --      |
| 40     | Petra Nováková              | +3:15.2 |
| 47     | Karolína Grohová            | +4:08.6 |
| 51     | Sandra Schützová            | +4:15.3 |

| Pořadí | Závodník             | Čas     |
| ------ | -------------------- | ------- |
| 1      | Alexej Poltoranin    | 35:35.9 |
| 2      | Dario Cologna        | +0.1    |
| 3      | Francesco de Fabiani | +0.6    |
| 4      | Niklas Dyrhaug       | +0.7    |
| 5      | Didrik Toenseth      | +1.3    |
| --     | --                   | --      |
| 35     | Martin Jakš          | +1:36.7 |
| 62     | Petr Knop            | +4:18.5 |

| Pořadí | Závodnice                   | Čas     |
| ------ | --------------------------- | ------- |
| 1      | Therese Johaugová           | 26:37.6 |
| 2      | Ingvild Flugstad Østbergová | +9.9    |
| 3      | Heidi Wengová               | +19.7   |
| 4      | Ragnhild Hagaová            | +1:12.0 |
| 5      | Anne Kyllönenová            | +1:12.7 |
| --     | --                          | --      |
| 40     | Petra Nováková              | +3:15.2 |
| 47     | Karolína Grohová            | +4:08.6 |
| 51     | Sandra Schützová            | +4:15.3 |

| Pořadí | Závodník               | Čas     |
| ------ | ---------------------- | ------- |
| 1      | Finn Hågen Krogh       | 22:07,8 |
| 2      | Martin Johnsrud Sundby | +3,6    |
| 3      | Maurice Manificat      | +14,6   |
| 4      | Sergej Usťugov         | +16,0   |
| 5      | Hans Christer Holund   | +18,0   |
| --     | --                     | --      |
| 21     | Martin Jakš            | +47,1   |

| Pořadí | Závodnice                   | Čas     |
| ------ | --------------------------- | ------- |
| 1      | Jessica Digginsová          | 13:15,5 |
| 2      | Heidi Wengová               | +0,9    |
| 3      | Ingvild Flugstad Østbergová | +1,5    |
| 4      | Ragnhild Hagaová            | +8,4    |
| 5      | Therese Johaugová           | +9,6    |
| --     | --                          | --      |
| 46     | Petra Nováková              | +1:55,1 |

| Pořadí | Závodník               | Čas     |
| ------ | ---------------------- | ------- |
| 1      | Finn Hågen Krogh       | 22:07,8 |
| 2      | Martin Johnsrud Sundby | +3,6    |
| 3      | Maurice Manificat      | +14,6   |
| 4      | Sergej Usťugov         | +16,0   |
| 5      | Hans Christer Holund   | +18,0   |
| --     | --                     | --      |
| 21     | Martin Jakš            | +47,1   |

| Pořadí | Závodnice                   | Čas     |
| ------ | --------------------------- | ------- |
| 1      | Jessica Digginsová          | 13:15,5 |
| 2      | Heidi Wengová               | +0,9    |
| 3      | Ingvild Flugstad Østbergová | +1,5    |
| 4      | Ragnhild Hagaová            | +8,4    |
| 5      | Therese Johaugová           | +9,6    |
| --     | --                          | --      |
| 46     | Petra Nováková              | +1:55,1 |

| Pořadí | Závodník               | Čas     |
| ------ | ---------------------- | ------- |
| 1      | Martin Johnsrud Sundby | 39:55,2 |
| 2      | Niklas Dyrhaug         | +7,7    |
| 3      | Alexej Poltoranin      | +12,6   |
| 4      | Francesco de Fabiani   | +30,2   |
| 5      | Finn Hågen Krogh       | +30,9   |
| --     | --                     | --      |
| 9      | Martin Jakš            | +33,4   |

| Pořadí | Závodnice                   | Čas     |
| ------ | --------------------------- | ------- |
| 1      | Heidi Wengová               | 29:16,3 |
| 2      | Ingvild Flugstad Østbergová | +0,8    |
| 3      | Therese Johaugová           | +6,2    |
| 4      | Krista Pärmäkoskiová        | +17,4   |
| 5      | Charlotte Kallaová          | +55,1   |

| Pořadí | Závodník               | Čas     |
| ------ | ---------------------- | ------- |
| 1      | Martin Johnsrud Sundby | 39:55,2 |
| 2      | Niklas Dyrhaug         | +7,7    |
| 3      | Alexej Poltoranin      | +12,6   |
| 4      | Francesco de Fabiani   | +30,2   |
| 5      | Finn Hågen Krogh       | +30,9   |
| --     | --                     | --      |
| 9      | Martin Jakš            | +33,4   |

| Pořadí | Závodnice                   | Čas     |
| ------ | --------------------------- | ------- |
| 1      | Heidi Wengová               | 29:16,3 |
| 2      | Ingvild Flugstad Østbergová | +0,8    |
| 3      | Therese Johaugová           | +6,2    |
| 4      | Krista Pärmäkoskiová        | +17,4   |
| 5      | Charlotte Kallaová          | +55,1   |

| Pořadí | Závodník               | Čas     |
| ------ | ---------------------- | ------- |
| 1      | Martin Johnsrud Sundby | 30:47,8 |
| 2      | Robin Duvillard        | +7,2    |
| 3      | Matti Heikkinen        | +11,8   |
| 4      | Finn Hågen Krogh       | +14,3   |
| 5      | Jevgenij Bělov         | +18,9   |
| --     | --                     | --      |
| 31     | Martin Jakš            | +2:02,2 |

| Pořadí | Závodnice            | Čas     |
| ------ | -------------------- | ------- |
| 1      | Therese Johaugová    | 33:14,8 |
| 2      | Heidi Wengová        | +1:25,9 |
| 3      | Elizabeth Stephenová | +1:29,5 |
| 4      | Ragnhild Hagaová     | +1:36,2 |
| 5      | Charlotte Kallaová   | +1:38,1 |

| Pořadí | Závodník               | Čas     |
| ------ | ---------------------- | ------- |
| 1      | Martin Johnsrud Sundby | 30:47,8 |
| 2      | Robin Duvillard        | +7,2    |
| 3      | Matti Heikkinen        | +11,8   |
| 4      | Finn Hågen Krogh       | +14,3   |
| 5      | Jevgenij Bělov         | +18,9   |
| --     | --                     | --      |
| 31     | Martin Jakš            | +2:02,2 |

| Pořadí | Závodnice            | Čas     |
| ------ | -------------------- | ------- |
| 1      | Therese Johaugová    | 33:14,8 |
| 2      | Heidi Wengová        | +1:25,9 |
| 3      | Elizabeth Stephenová | +1:29,5 |
| 4      | Ragnhild Hagaová     | +1:36,2 |
| 5      | Charlotte Kallaová   | +1:38,1 |